# Präsidentschaftswahl in Chile 1999/2000
Die Präsidentschaftswahl in Chile 1999/2000 fand am 12. Dezember 1999 (erster Wahlgang) und 16. Januar 2000 (Stichwahl) statt. Bei ihr wurde der Präsident der Republik gewählt.

## Ergebnis
| Kandidaten                                 | Kandidaten          | Parteien                                  | 1. Wahlgang | 1. Wahlgang | 2. Wahlgang | 2. Wahlgang |
| Kandidaten                                 | Kandidaten          | Parteien                                  | Stimmen     | %           | Stimmen     | %           |
| ------------------------------------------ | ------------------- | ----------------------------------------- | ----------- | ----------- | ----------- | ----------- |
|                                            | Ricardo Lagos       | Concertación (PPD – PS – PDC – PRSD – PL) | 3.383.339   | 48,0        | 3.683.158   | 51,3        |
|                                            | Joaquín Lavín       | Alianza por Chile (UDI – RN)              | 3.352.199   | 47,5        | 3.495.569   | 48,7        |
|                                            | Gladys Marín        | La Izquierda (PCCh – NAP)                 | 225.224     | 3,2         |             |             |
|                                            | Tomás Hirsch        | Partido Humanista de Chile                | 36.235      | 0,5         |             |             |
|                                            | Sara Larraín        | Parteilos                                 | 31.319      | 0,4         |             |             |
|                                            | Arturo Frei Bolívar | Parteilos                                 | 26.812      | 0,4         |             |             |
| Gesamt                                     | Gesamt              | Gesamt                                    | 7.055.128   | 100         | 7.178.727   | 100         |
|                                            |                     |                                           |             |             |             |             |
| Ungültige Stimmen                          | Ungültige Stimmen   | Ungültige Stimmen                         | 216.456     | 3,0         | 148.026     | 2,0         |
| Wähler                                     | Wähler              | Wähler                                    | 7.271.584   | 89,9        | 7.326.753   | 90,6        |
| Wahlberechtigte                            | Wahlberechtigte     | Wahlberechtigte                           | 8.084.476   |             | 8.084.476   |             |
|                                            |                     |                                           |             |             |             |             |
| Quellen: SERVEL, 1. Wahlgang – 2. Wahlgang |                     |                                           |             |             |             |             |